# Zielonyj Gaj (rejon rylski)
Zielonyj Gaj (ros. Зелёный Гай) – osiedle typu wiejskiego w zachodniej Rosji, w sielsowiecie iwanowskim rejonu rylskiego w obwodzie kurskim.

## Geografia
Miejscowość położona jest nad rzeką Izbica, 3,5 km od centrum administracyjnego sielsowietu iwanowskiego (Iwanowskoje), 17 km od centrum administracyjnego rejonu (Rylsk), 89 km od Kurska.

## Demografia
W 2010 r. miejscowość zamieszkiwało 190 osób.